# Highway Lake
Highway Lake är en sjö i Antarktis. Den ligger i Östantarktis. Australien gör anspråk på området. Highway Lake ligger 8 meter över havet. Den ligger vid sjöarna  Burch Lake och Fletcher.